# Bogo-Bogo
Bogo-Bogo är ett arrondissement i kommunen Karimama i Benin. Den hade 7 134 invånare år 2002.